# Пета-
Пета- (русское обозначение: П; международное: P) — одна из приставок, используемых в Международной системе единиц (СИ) для образования наименований и обозначений десятичных кратных единиц. Единица, наименование которой образовано путём присоединения приставки пета к наименованию исходной единицы, получается в результате умножения исходной единицы на число 1015, т.е. на один квадриллион.
В качестве приставки СИ принята XV  Генеральной конференцией по мерам и весам в 1975 году. Наименование происходит от греческого слова πέντε (пенте), означающего «пять», так как она эквивалентна 10005.
Примеры:
- В силу эквивалентности энергии  в одном килограмме вещества заключена энергия, равная 89,876 петаджоулям.
- 1 световой год = 9,461 петаметров.
- Температура электрослабого горения составляет порядка 1 петакельвина.